# 法蘭索瓦·勒庫安特
法蘭索瓦·熱拉爾·馬里·勒庫安特（法語：François Gérard Marie Lecointre，發音：[fʁɑ̃swa ʒeʁaʁ maʁi ləkwɛ̃tʁ]；1962年2月6日—）法國陸軍上将，於2017年至2021年擔任法軍總參謀長。 曾在弗尔巴尼亚桥之战作為連長親自率領部隊衝鋒，他和布呂諾·埃呂安被視為該戰鬥的兩位英雄。該戰鬥為法國陸軍史上最後一次刺刀衝鋒。

## 生平
1962年2月6日，弗朗索瓦·勒庫安特出生於法國瑟堡的一個軍人世家。他父親伊夫·于爾班·馬里·勒庫安特（Yves Urbain Marie Lecointre，1932年4月5日-1985年）是一名法國海軍軍官和潛水艇軍官，曾任可謂號彈道飛彈潛艦的指揮官。他的叔叔帕特里克·勒庫安特是一名法國海軍中隊中將，曾任德格拉斯號巡防艦的指揮官，還是總理軍事內閣首席和海軍行動部隊的指揮官。他的舅舅埃利·德·羅菲尼亞克（Hélie de Roffignac）是一名騎兵軍官，死於阿尔及利亚，年僅二十三歲。

## 軍事生涯

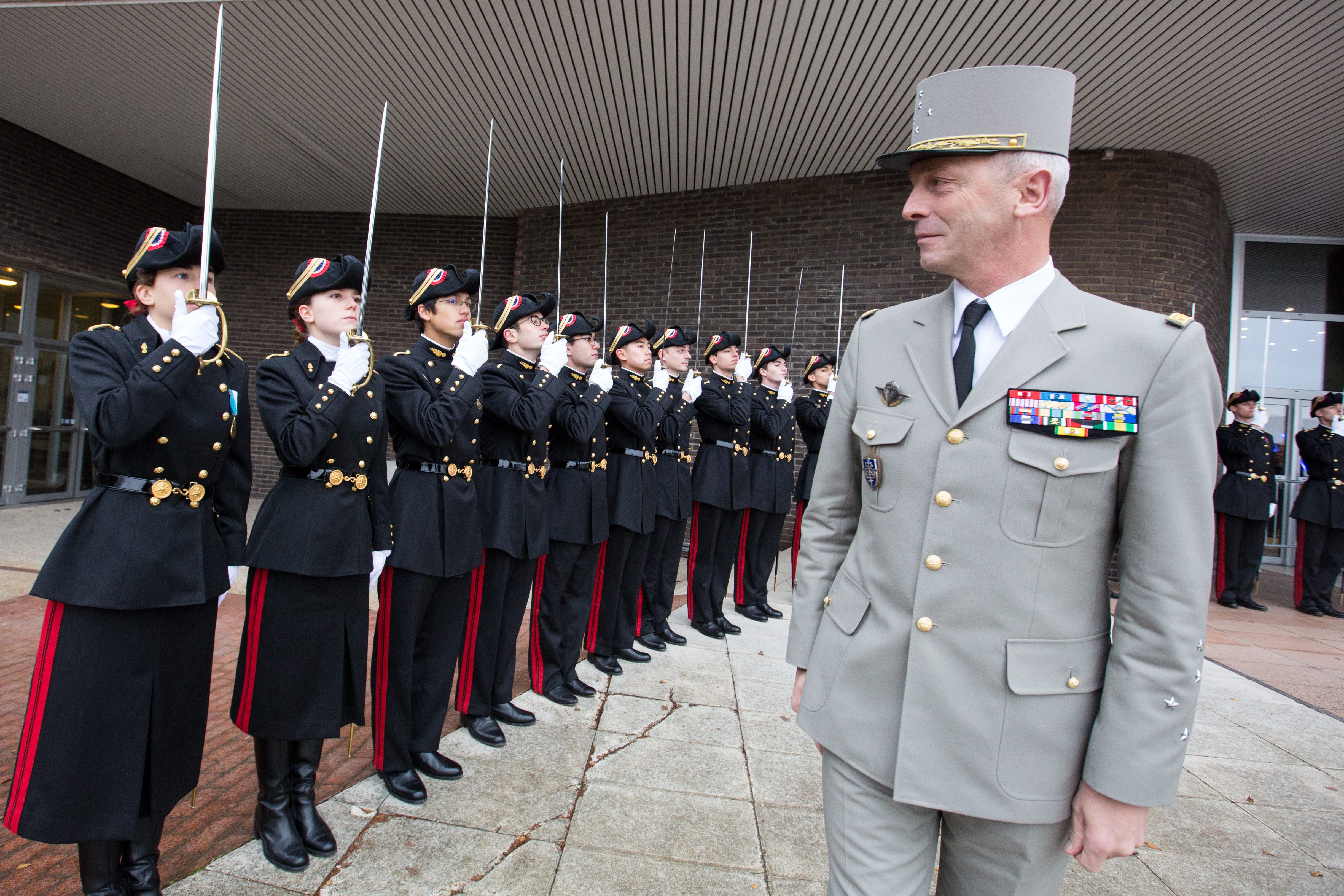
在巴黎综合理工学院檢閱的弗朗索瓦·勒庫安特

在瓦讷的聖方濟·沙勿略學院完成學業後，勒庫安特參加了位於拉弗莱什的皇家大亨利軍事學院的預備班。他隨後於1984年至1987年就讀於圣西尔军校（晉升蒙克拉爾將軍）。接著就在1987年至1988年讀於步兵學院。
畢業後，勒庫安特於1988年至1991年在第三海軍陸戰隊步兵團服役。 勒庫安特中尉在海湾战争的幼鹿行動後被升遷至海軍陸戰隊步兵上尉。
1993年至1996年，他擔任位於瓦讷的第三海軍陸戰隊步兵團的連長。作為上尉，勒庫安特於1994年參與了位於卢旺达的綠松石行動，他在該行動中指揮了第三海軍陸戰隊步兵團的第一連。在波士尼亞戰爭期間，勒庫安特與法軍部隊在聯合國維和部隊的指揮下參戰。在埃爾韋·戈比亞爾將軍和埃里克·桑達赫上校的指揮下，勒庫安特上尉和埃呂安中尉於1995年5月27日的弗爾巴尼亞橋之戰中領導了部分的法國聯合國維和部隊發起刺刀衝鋒。該行動改變了局勢，當時聯合國正在利用外交尋求另一種結束戰爭的方式。根據讓·吉內爾的說法，此行動扭轉了維和部隊的戰爭意識，最終導致了在巴爾幹半島的勝利。他本人也因此獲得了國家榮譽軍團勳章。
1996年至1999年，他在莫尔比昂省的圣西尔军校擔任教官，他負責進行學員戰術培訓。1999年至2001年，他在聯合防禦學院（今軍事學校）擔任訓練軍官，然後在巴黎的法國國防參謀部的部隊系統設計局服役。
從2005年至2007年，勒庫安特回到第三海軍陸戰隊步兵團擔任指揮官，並因此在獨角獸行動中指揮了法國法國聯合兵種戰鬥群。
2007年至2008年，他參加了高級軍事研究中心的課程，接著在國家高級國防研究學院擔任審計員。

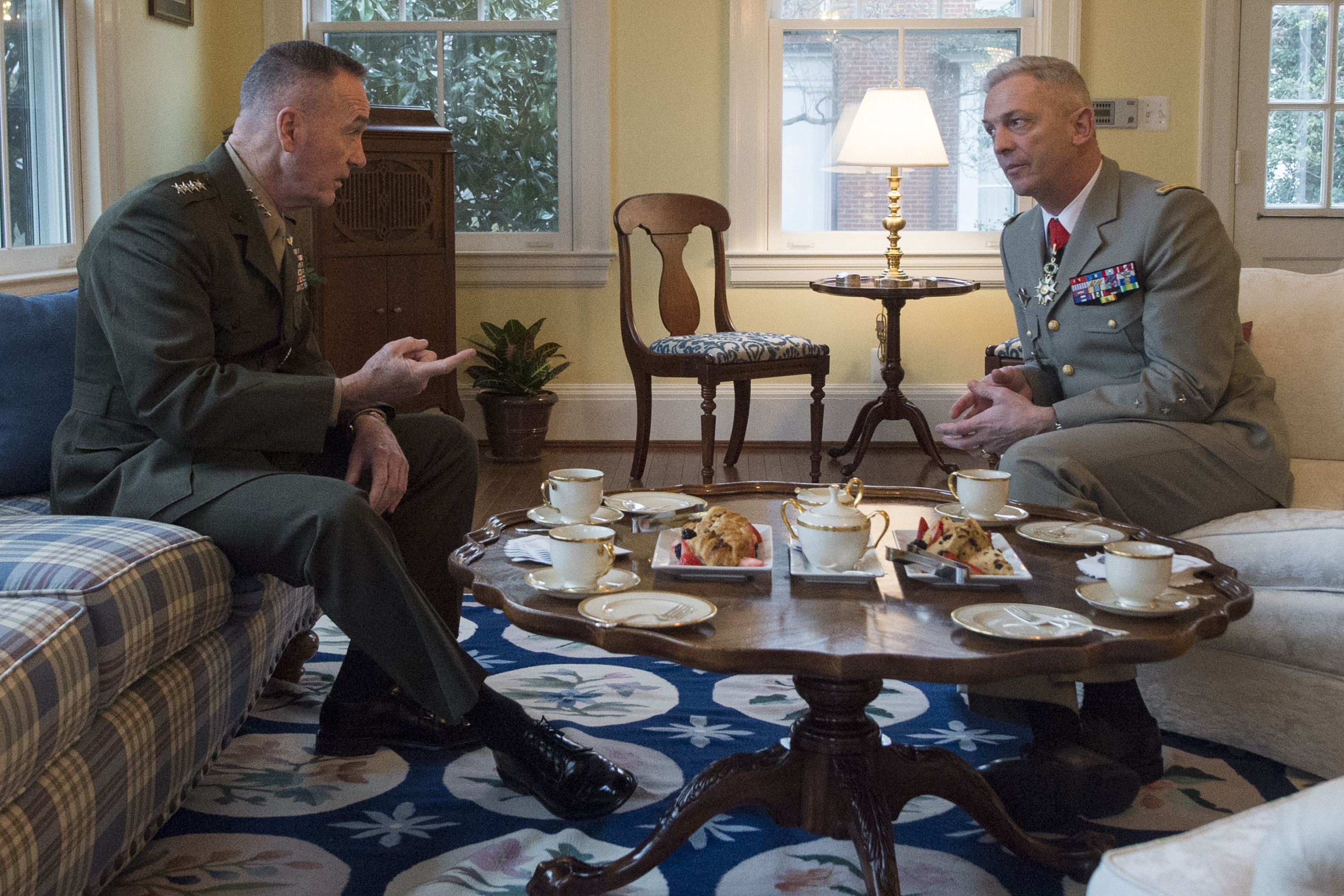
約瑟夫·鄧福德和勒庫安特在交談。拍攝於2018年勒庫安特國是訪問华盛顿時。

他於2011年8月1日被晉升為准將，並在普瓦捷擔任第九海軍陸戰隊步兵旅指揮官直至2013年。 2013年1月至7月，他被任命為歐盟馬里培訓團指揮官。
在任務完成後，他再次加入法國國防參謀部，擔任特派員。隨後於2014年至2016年擔任參謀部副部長。他於2015年1月1日晉升為中將。
自2016年8月起,勒庫安特開始擔任總理軍事內閣首席，他被法蘭索瓦·歐蘭德總統於2017年3月1日晉升為軍將。
2017年7月20日，在皮埃爾·德·維利耶將軍辭職後，埃马纽埃尔·马克龙總統任命其為軍隊總參謀長。他在被任命後的隔天開始任職，並同時被提升為上將。
勒庫安特將軍於2018年2月前往美国進行他首次的国是访问，他在行程中與約瑟夫·鄧福德討論關於對伊斯蘭國的軍事打擊和G5萨赫勒的進展。

## 退役
2021年6月13日，弗朗索瓦·勒庫安特宣布辭去總參謀長一職，該職位由蒂埃里·布克哈德將軍繼任。
2021年7月21日，他在巴黎荣军院於埃马纽埃尔·马克龙主持的儀式上正式退役。

## 軍銜
| 軍校學員      | 候選軍官      | 少尉         | 中尉         | 上尉         | 少校          |
| ------------- | ------------- | ------------ | ------------ | ------------ | ------------- |
|               |               |              |              |              |               |
| 1984年        | 1985年        | 1986年8月1日 | 1987年8月1日 | 1991年8月1日 | 1996年12月1日 |
|               |               |              |              |              |               |
| 中校          | 上校          | 准將         | 少將         | 中將         | 上將          |
|               |               |              |              |              |               |
| 2000年12月1日 | 2003年12月1日 | 2011年8月1日 | 2015年1月1日 | 2017年3月1日 | 2017年7月20日 |

## 勳章和獎章
| 勳章和獎章 | 勳章和獎章                                                    | 勳章和獎章                                                    | 勳章和獎章 |
| 國家勳章   | 國家勳章                                                      | 國家勳章                                                      | 國家勳章   |
| 獎章色帶   | 名字                                                          | 授勳日期                                                      | 來源       |
| ---------- | ------------------------------------------------------------- | ------------------------------------------------------------- | ---------- |
|            | 國家榮譽軍團勳章大軍官勳位                                    | 2018年7月2日                                                  | [ 36 ]     |
|            | 國家榮譽軍團勳章指揮官勳位                                    | 2014年8月28日                                                 | [ 37 ]     |
|            | 國家榮譽軍團勳章軍官勳位                                      | 2006年7月14日                                                 | [ 38 ]     |
|            | 國家榮譽軍團勳章騎士勳位                                      | 1995年6月23日                                                 | [ 39 ]     |
|            | 國家功績勳章指揮官勳位                                        | 2011年5月5日                                                  | [ 40 ]     |
|            | 國家功績勳章軍官勳位                                          | 2002年12月10日                                                | [ 41 ]     |
| 軍事獎章   |                                                               |                                                               |            |
| 獎章色帶   | 名字                                                          | 名字                                                          | 來源       |
|            | 海外作戰十字獎章 -鍍銀星 (軍級榮譽)                           | 海外作戰十字獎章 -鍍銀星 (軍級榮譽)                           | -          |
|            | 軍功十字獎 - 銅掌和兩顆銅星（軍團級獎章、旅級獎章和團級獎章） | 軍功十字獎 - 銅掌和兩顆銅星（軍團級獎章、旅級獎章和團級獎章） | -          |
|            | 戰鬥十字獎章                                                  | 戰鬥十字獎章                                                  | -          |
|            | 海外作戰獎章 - 四扣                                           | 海外作戰獎章 - 四扣                                           | -          |
|            | 國防獎章 - 銀級和兩扣                                         | 國防獎章 - 銀級和兩扣                                         | -          |
|            | 國家感恩獎章 - 一扣                                           | 國家感恩獎章 - 一扣                                           | -          |
|            | 法國紀念獎章 - 一扣                                           | 法國紀念獎章 - 一扣                                           | -          |
|            | 聯合國獎章 - UNOSOM II                                        | 聯合國獎章 - UNOSOM II                                        | -          |
|            | 聯合國獎章 - UNPROFOR 薩拉耶佛扣                              | 聯合國獎章 - UNPROFOR 薩拉耶佛扣                              | -          |
|            | 馬里行動獎章 - EUTM Mali扣                                    | 馬里行動獎章 - EUTM Mali扣                                    | -          |
|            | 馬里參謀獎章 - EUTM Mali扣                                    | 馬里參謀獎章 - EUTM Mali扣                                    | -          |
| 外國勳章   |                                                               |                                                               |            |
| 獎章色帶   | 名字                                                          | 國家                                                          | 來源       |
|            | 科威特解放獎章                                                | 沙烏地阿拉伯                                                  | -          |
|            | 科威特解放獎章                                                | 科威特                                                        | -          |
|            | 武裝部隊感恩獎章                                              | 加彭                                                          | [ 42 ]     |
|            | 馬里國家勳章指揮官勳位                                        | 馬里                                                          | [ 42 ]     |
|            | 國家獅子勳章指揮官勳位                                        | 塞內加爾                                                      | [ 42 ]     |
|            | 查德國家勳章指揮官勳位                                        | 查德                                                          | [ 42 ]     |
|            | 波蘭武裝部隊總參謀部成立100週年勳章                           | 波蘭                                                          | [ 42 ]     |
|            | 功勳軍團指揮官勳位                                            | 美國                                                          | -          |
|            | 意大利共和國大指揮官功績勳章                                  | 意大利                                                        | -          |
| 徽章       |                                                               |                                                               |            |
| 階級徽章   | 名字                                                          | 名字                                                          | 名字       |
|            | 法國傘兵徽章                                                  |                                                               |            |
|            | 國防參謀長徽章                                                |                                                               |            |

## 出版作品
- François Lecointre (dir.), Le soldat : XXe – XXIe siècle, Gallimard, coll. « Folio Histoire », 2018. 該書前言由法國歷史學家讓-皮埃爾·里烏著寫。本書是發表在《法國軍事研究評論》上的文章合集：Inflexions - Civils et militaires : pouvoir dire 勒庫安特將軍在2015至2017年擔任該刊出版總監。[43]

## 另見
- 埃爾韋·夏邦傑（英语：Hervé Charpentier）
- 皮埃爾·德·維利耶（英语：Pierre de Villiers）
- 弗爾巴尼亞橋之戰

## 文字註釋
1. ↑  在聖西爾軍校的第一年
2. ↑  在聖西爾軍校的第二年
3. ↑  在聖西爾軍校的第三年
4. ↑  畢業於聖西爾軍校

## 外部連結
| 军职                    | 军职                                           | 军职                   |
| ----------------------- | ---------------------------------------------- | ---------------------- |
| 前任： 皮埃爾·德·維利耶 | 法國軍隊總參謀長 2017年7月20日 – 2021年6月22日 | 繼任： 蒂埃里·布克哈德 |